# Скалово (Псковская область)
Скалово — деревня в Куньинском районе Псковской области России. Входит в состав Жижицкой волости.

## География
Расположена на юго-востоке региона, в лесной местности долины р. Весеча.

## Население
| 2001 | 2002 | 2010 |
| ---- | ---- | ---- |
| 5    | ↗6   | ↘2   |

## Инфраструктура
Лесное хозяйство.

## Транспорт
Ближайшая железнодорожная станция — Русаново на линии Москва — Волоколамск — Ржев — Великие Луки — Рига.